# György Vilmos brandenburgi választófejedelem
György Vilmos (Cölln/Spree, 1595. november 13. – Königsberg, 1640. december 1.) gyengekezű brandenburgi választófejedelem, mely tisztséget 1619 után gyakorolta. A Hohenzollern-ház uralkodója. Apja János Zsigmond, sógora II. Gusztáv Adolf svéd király.
A harmincéves háború során proklamációkkal és semlegességi nyilatkozatokkal próbálta országát kímélni a háború viharaitól, de ezen törekvései nem jártak sikerrel. Brandenburgot a császári és svéd csapatok is feldúlták.

## Családja
A választófejedelemnek négy gyermeke született feleségétől, Pfalzi Erzsébet Sarolta hercegnőtől (1597–1660):
- Luise Charlotte; (1617. szeptember 3. – 1676. augusztus 18.); 1645. október 9-én házasodott össze Jakab kurlandi gróffal.
- Frigyes Vilmos; (Friedrich Wilhelm); (1620. február 6. – 1688. április 29.); György Vilmos utódja, a Nagy Választóként emlegetett fejedelem, aki megteremtette Brandenburg-Poroszország katonai hatalmának alapjait.
- Hedvig Zsófia (Hedwig Sophie); (1623. július 14. – 1683. június 26.); 1649. július 19-én házasodott össze VI. Vilmossal, Hessen-Kassel grófjával.
- János Zsigmond (Johann Siegmund); (1624. július 25. – 1624. október 30.)

## Fordítás
- Ez a szócikk részben vagy egészben  a   Georg Wilhelm (Brandenburg) című német Wikipédia-szócikk fordításán alapul.  Az eredeti cikk szerkesztőit annak laptörténete sorolja fel. Ez a jelzés csupán a megfogalmazás eredetét és a szerzői jogokat jelzi, nem szolgál a cikkben szereplő információk forrásmegjelöléseként.

| Előző uralkodó: János Zsigmond | Brandenburg választófejedelme 1619 – 1640 Hohenzollern | Következő uralkodó: (I.) Frigyes Vilmos |